# Persone di nome Kate
| Questa pagina contiene informazioni ricavate automaticamente dalle voci biografiche con l'ausilio del template Bio e di un bot. L'aggiornamento è periodico e automatico e ricostruisce completamente la pagina. Se manca una persona in questa lista, sei pregato di non aggiungerla, ma accertati piuttosto che la sua voce biografica contenga il template Bio e che i dati anagrafici siano correttamente compilati. Se il template Bio manca, inseriscilo tu stesso o, in alternativa, metti l'avviso {{tmp\|Bio}} che ne segnala la mancanza. Se i dati riportati sono sbagliati, correggi direttamente la voce biografica; le modifiche saranno visibili in questa lista entro pochi giorni. Per chiarimenti vedi il progetto antroponimi. La lista contiene solo le 106 persone che sono citate nell'enciclopedia e per le quali è stato implementato correttamente il template Bio. Pagina aggiornata al 16 ott 2024. |

Questa è una lista di persone presenti nell'enciclopedia che hanno il prenome Kate, suddivise per attività principale.

## Attrici(35)
- Kate Ashfield, attrice britannica (Birmingham, n. 1972)
- Kate Baldwin, attrice e cantante statunitense (Evanston, n. 1975)
- Kate Beahan, attrice australiana (Perth, n. 1974)
- Kate Beckinsale, attrice britannica (Londra, n. 1973)
- Kate Bell, attrice australiana (Armidale, n. 1983)
- Kate Bruce, attrice statunitense (Columbus, n. 1860 - New York, † 1946)
- Kate Davenport, attrice statunitense (New York, n. 1896 - Hollywood, † 1954)
- Kate Dickie, attrice scozzese (East Kilbride, n. 1971)
- Kate Duchêne, attrice britannica (Londra, n. 1959)
- Kate Fleetwood, attrice britannica (Cirencester, n. 1972)
- Kate French, attrice statunitense (Flemington, n. 1984)
- Kate Siegel, attrice e sceneggiatrice statunitense (Silver Spring, n. 1982)
- Kate Hodge, attrice e produttrice cinematografica statunitense (Berkeley, n. 1966)
- Kate Hudson, attrice e cantante statunitense (Los Angeles, n. 1979)
- Kate Lester, attrice inglese (Souldham Trope, n. 1857 - Hollywood, † 1924)
- Kate Levering, attrice e ballerina statunitense (Sacramento, n. 1979)
- Kate Linder, attrice e modella statunitense (Pasadena, n. 1947)
- Kate Mansi, attrice statunitense (Calabasas, n. 1987)
- Kate Mara, attrice statunitense (Bedford, n. 1983)
- Kate McGregor-Stewart, attrice statunitense (New York, n. 1944)
- Kate Micucci, attrice e comica statunitense (Jersey City, n. 1980)
- Kate Mulgrew, attrice e doppiatrice statunitense (Dubuque, n. 1955)
- Kate Murtagh, attrice statunitense (Los Angeles, n. 1920 - Woodland Hills, † 2017)
- Kate Nauta, attrice, modella e cantante statunitense (Salem, n. 1982)
- Kate O'Flynn, attrice britannica (Bury, n. 1986)
- Kate Phillips, attrice britannica (Esher, n. 1989)
- Kate Price, attrice irlandese (Cork, n. 1872 - Woodland Hills, † 1943)
- Kate Reid, attrice canadese (Londra, n. 1930 - Stratford, † 1993)
- Kate Lyn Sheil, attrice statunitense (Jersey City, n. 1985)
- Kate Todd, attrice e cantante canadese (Ontario, n. 1987)
- Kate Toncray, attrice statunitense (St. Louis, n. 1867 - New York, † 1927)
- Kate Trotter, attrice canadese (Toronto, n. 1953)
- Kate Vernon, attrice canadese (Canada, n. 1961)
- Kate Winslet, attrice britannica (Reading, n. 1975)
- Kate del Castillo, attrice messicana (Città del Messico, n. 1972)

## Attrici teatrali(1)
- Kate Jepson, attrice teatrale e attrice cinematografica statunitense (Clinton, n. 1860 - Filadelfia, † 1923)

## Batteriste(1)
- Kate Schellenbach, batterista statunitense (New York, n. 1966)

## Cabarettiste(1)
- Kate Berlant, cabarettista, attrice e sceneggiatrice statunitense (Los Angeles, n. 1987)

## Canoiste(1)
- Kate Eckhardt, canoista australiana (n. 1997)

## Canottiere(2)
- Kate Hornsey, ex canottiera australiana (Hobart, n. 1981)
- Kate Slatter, ex canottiera australiana (n. 1971)

## Cantanti(2)
- Kate Alexa, cantante australiana (Melbourne, n. 1988)
- Kate Gulbrandsen, cantante norvegese (Slemmestad, n. 1965)

## Cantautrici(8)
- Kate Havnevik, cantautrice norvegese (Oslo, n. 1975)
- Kate McGarrigle, cantautrice canadese (Montréal, n. 1946 - Montréal, † 2010)
- Kate Miller-Heidke, cantautrice e attrice australiana (Brisbane, n. 1981)
- Kate Nash, cantautrice, musicista e attrice britannica (Londra, n. 1987)
- Kate Rusby, cantautrice britannica (Barnsley, n. 1973)
- Katy Steele, cantautrice e chitarrista australiana (Perth, n. 1983)
- KT Tunstall, cantautrice e musicista britannica (Edimburgo, n. 1975)
- Kate Voegele, cantautrice, musicista e attrice statunitense (Bay Village, n. 1986)

## Cestiste(4)
- Kate Aizsila, ex cestista lettone (Riga, n. 1994)
- Kate Krēsliņa, cestista lettone (Riga, n. 1996)
- Kate McMeeken-Ruscoe, ex cestista neozelandese (Christchurch, n. 1979)
- Kate Paye, ex cestista e allenatrice di pallacanestro statunitense (Woodside, n. 1974)

## Climatologhe(1)
- Kate Marvel, climatologa statunitense

## Conduttrici televisive(2)
- Katie Piper, conduttrice televisiva, scrittrice e attivista britannica (Andover, n. 1983)
- Kate Thornton, conduttrice televisiva, giornalista e conduttrice radiofonica britannica (Cheltenham, n. 1973)

## Criminali(1)
- Ma Barker, criminale statunitense (Ash Grove, n. 1871 - Oklawaha, † 1935)

## Doppiatrici(1)
- Kate Higgins, doppiatrice, cantante e pianista statunitense (Charlottesville, n. 1969)

## Economiste(1)
- Kate Raworth, economista inglese (n. 1970)

## Educatrici(1)
- Kate Douglas Wiggin, educatrice e scrittrice statunitense (Filadelfia, n. 1856 - Harrow, † 1923)

## Egittologhe(1)
- Kate Bosse-Griffiths, egittologa e scrittrice tedesca (Wittenberg, n. 1910 - Swansea, † 1998)

## Giocatrici di badminton(1)
- Kate Foo Kune, giocatrice di badminton mauriziana (Mokha, n. 1993)

## Giornaliste(2)
- Kate Adie, giornalista inglese (Northumberland, n. 1945)
- Kate Bohner, giornalista e scrittrice statunitense (Wilmington, n. 1967)

## Imprenditrici(1)
- Kate Fotso, imprenditrice camerunese

## Infermiere(1)
- Kate Marsden, infermiera, esploratrice e scrittrice britannica (Edmonton, n. 1859 - Londra, † 1931)

## Medici(1)
- Kate Welton Hogg, medico australiano (Londra, n. 1861 - Auckland, † 1951)

## Mezzosoprani(2)
- Kate Aldrich, mezzosoprano statunitense (Damariscotta, n. 1973)
- Kate Lindsey, mezzosoprano statunitense (Richmond, n. 1981)

## Modelle(1)
- Kate Bock, modella canadese (Vancouver, n. 1993)

## Mountain biker(1)
- Kate Courtney, mountain biker statunitense (San Francisco, n. 1995)

## Nuotatrici(5)
- Kate Douglass, nuotatrice statunitense (New York, n. 2001)
- Kate Haywood, ex nuotatrice britannica (Grimsby, n. 1987)
- Kate Jobson, ex nuotatrice svedese (Varberg, n. 1937)
- Kate Shortman, nuotatrice artistica britannica (Bristol, n. 2001)
- Kate Ziegler, ex nuotatrice statunitense (Fairfax, n. 1988)

## Pallanuotiste(2)
- Kate Gynther, pallanuotista australiana (Brisbane, n. 1982)
- Kate Hooper, pallanuotista australiana (Auckland, n. 1978)

## Polistrumentiste(1)
- Kate St John, polistrumentista, compositrice e arrangiatrice britannica (Londra, n. 1957)

## Politiche(1)
- Kate Forbes, politica scozzese (Dingwall, n. 1990)

## Scacchiste(1)
- Kate Belinda Finn, scacchista inglese (Cork, n. 1864 - Londra, † 1932)

## Schermitrici(2)
- Kate Bernheim, ex schermitrice francese (Calais, n. 1925)
- Kate Mahaut, schermitrice danese (Frederiksberg, n. 1908 - Frederiksberg, † 1988)

## Sciatrici alpine(2)
- Kate Bragg, ex sciatrice alpina e sciatrice freestyle statunitense (n. 1986)
- Kate Ryley, ex sciatrice alpina canadese (Toronto, n. 1989)

## Scrittrici(14)
- Kate Atkinson, scrittrice britannica (York, n. 1951)
- Kate Chopin, scrittrice statunitense (Saint Louis, n. 1850 - Saint Louis, † 1904)
- Kate Christensen, scrittrice statunitense (California, n. 1962)
- Kate Clanchy, scrittrice e poetessa scozzese (Glasgow, n. 1965)
- Kate DiCamillo, scrittrice statunitense (Filadelfia, n. 1964)
- Kate Grenville, scrittrice australiana (Sydney, n. 1950)
- Kate Millett, scrittrice e attivista statunitense (Saint Paul, n. 1934 - Parigi, † 2017)
- Kate Morton, scrittrice australiana (n. 1976)
- Kate Mosse, scrittrice e conduttrice televisiva inglese (West Sussex, n. 1961)
- Kate Quinn, scrittrice statunitense (n. 1981)
- Kate Roberts, scrittrice e attivista gallese (Rhosgadfan, n. 1891 - Denbigh, † 1985)
- Kate Saunders, scrittrice e attrice britannica (Londra, n. 1960 - Londra, † 2023)
- Kate Summerscale, scrittrice e giornalista britannica (Londra, n. 1965)
- Kate Wilhelm, scrittrice statunitense (Toledo, n. 1928 - Eugene, † 2018)

## Slittiniste(1)
- Kate Hansen, slittinista statunitense (Burbank, n. 1992)

## Tenniste(2)
- Kate Gompert, ex tennista statunitense (Ames, n. 1963)
- Kate Latham, ex tennista statunitense (n. 1952)

## Senza attività specificata(2)
- Sorelle Fox,  statunitense (n. 1837 - † 1892)
- Kate O'Brien, paraciclista, pistard e ex bobbista canadese (Calgary, n. 1988)